# Главы Владимира
Глава города Владимир является высшей должностью по уставу города Владимира в системе его самоуправления.  
На протяжении всего исторического периода от основания города, существовали различные формы управления. В составе руководства были такие должности как: воевода, генерал-губернатор, наместник, губернатор, губернский предводитель дворянства, вице-губернатор, городской голова, председатель горсовета и горисполкома. В 1993 году — управление осуществлялось главой администрации города. С 2011 года городом одновременно стал руководить глава администрации и глава города — председатель совета народных депутатов, образовав так называемую «двуглавую» систему управления, или же «двоевластие», которое закончилось поправками в устав в 2020 году, путём объединения полномочий и упразднения должности первого.

## Городские головы
После принятия в 1785 году «Грамоты на право и выгоды городам Российской Империи» во главе городской думы (законодательного органа) и городской управы (исполнительного орган) стоял городской голова.
| Ф.И.О.                        | Годы правления                               |
| ----------------------------- | -------------------------------------------- |
| Сомов, Спиридон Васильевич    | (1785—1788)                                  |
| Воронов, Степан Федорович     | (1788—1791)                                  |
| Сомов, Спиридон Васильевич    | (1791—1793)                                  |
| Лазарев, Семён Андреевич      | (1793—1794)                                  |
| Петровский, Федор Григорьевич | (1794—1797)                                  |
| Сомов, Спиридон Васильевич    | (1800—1803)                                  |
| Купец Петровский              | (1803—1805)                                  |
| Купец Лазарев                 | (с 1806)                                     |
| Петровский, Иван Григорьевич  | (1812—1815)                                  |
| Купец Иванисов                | (с 1820)                                     |
| Парков, Андрей Иванович       | (1824—1827, 1827—1830)                       |
| Воронов, Алексей Семёнович    | (1830—1833)                                  |
| Лазарев, Яков Семёнович       | (1833—1836)                                  |
| Лазарев, Иван Семёнович       | -                                            |
| Петровский, Осип Михайлович   | -                                            |
| Ильин, Петр Петрович          | (1836—1839, 1839—1842, 1842—1845, 1845—1848) |
| Козлов, Пётр Васильевич       | (1848—1851, 1851—1854)                       |
| Никитин, Александр Андреевич  | (1854—1867)                                  |
| Никитин, Андрей Никитич       | (1867—1886)                                  |
| Коптев, Сергей Нилович        | (январь 1887 — сентябрь 1888)                |
| Андрей, Алексеевич Шилов      | (1888—1905)                                  |
| Сомов, Николай Николаевич     | (1905—1908, 1908—1911, 1911—1914, 1914—1917) |

После Февральской революции в 1917 году должность городского головы была упразднена вместе с городской думой.

## Председатели Владимирского Временного Губернского Исполнительного Комитета (Губисполком)
| Ф.И.О.        | Годы правления                |
| ------------- | ----------------------------- |
| Петров С.А.   | (3 марта 1917 — 31 мая 1917)  |
| Братенши А.М. | (31 мая 1917 — 3 ноября 1917) |

3 ноября состоялось последнее заседание губернского временного исполнительного комитета. Комитет постановил прекратить свою деятельность и организовал ликвидационную комиссию.

## Председатели Исполнительного Комитета Совета Рабочих, Солдатских и Крестьянских Депутатов
| Ф.И.О.                      | Годы правления                          |
| --------------------------- | --------------------------------------- |
| Типограф, Самуил Иосифович  | (11 декабря 1917 — 28 июня 1918)        |
| Завадский, Иван Абрамович   | (28 июня 1918 — 16 октября 1918)        |
| Берлин, Гецель Шамулевич    | (16 октября — 31 декабря 1918)          |
| Жиряков, Георгий Георгиевич | (31 декабря 1918 — 18 ноября 1919)      |
| Яковлев, Яков Аркадьевич    | (18 ноября 1919 — 9 февраля 1920)       |
| Симонов, Тимофей Васильевич | (и. о. 9 февраля 1920 — 14 марта 1920)  |
| Жиряков, Георгий Георгиевич | (14 марта 1920 — 5 июля 1920)           |
| Кудряшов, Яков Андреевич    | (5 июля — 14 июля 1920)                 |
| Смирнов Василий Павлович    | (14 июля 1920 — 1 марта 1921)           |
| Савостин, Дмитрий Иванович  | (1 марта 1921 — 1 июля 1924)            |
| Воронин, Иван Макарович     | (1 июля 1924 — 24 декабря 1926)         |
| Первин, Евсей Самойлович    | (и. о. 24 декабря 1926 — 1 апреля 1927) |
| Рыбаков, Иван Яковлевич     | (3 апреля 1927 — 1928)                  |
| Радченко, Андрей Фёдорович  | (1928 — апрель 1929)                    |
| Иванов, Евгений Михайлович  | (апрель 1929 — июль 1929)               |

Перестала существовать после упразднения Владимирской губернии 1 октября 1929 года.

## Председатели Окружных исполнительных комитетов Советов рабочих, крестьянских и красноармейских депутатов (окрисполком)
| Ф.И.О     | Годы правления |
| --------- | -------------- |
| Савенков  | (1929 — 1930)  |
| Стальнова | (1930)         |

Перестала существовать после упразднения Владимирского округа  30 июля 1930 года.

## Председатели Владимирского горисполкома
В марте 1921 года был образован Владимирский городской Совет, а  исполнительный комитет (горисполком) только в 1939 году, после принятия новой конституции РСФСР.
| Ф.И.О                            | Годы правления |
| -------------------------------- | -------------- |
| Фомичёв, Пётр Сергеевич          | (1939—1941)    |
| Овчинников, Сергей Петрович      | (1941—1942)    |
| Сыроватченко, Василий Васильевич | (1942—1944)    |
| Козлов, Владимир Михайлович      | (1944—1945)    |
| Крошкин, Михаил Иванович         | (1945—1947)    |
| Богард, Иван Михайлович          | (1947—1949)    |
| Перфильев, Владимир Михайлович   | (1949—1950)    |
| Мошаров, Яков Васильевич         | (1950—1952)    |
| Кузнецов, Семён Васильевич       | (1952—1953)    |
| Чернов, Илья Иванович            | (1953—1957)    |
| Дуничев, Сергей Фёдорович        | (1957—1963)    |
| Магазин, Роберт Карлович         | (1963—1979)    |
| Муравьёв, Александр Иванович     | (1979—1983)    |
| Звонарёв, Михаил Иванович        | (1983—1987)    |
| Кузин, Владимир Александрович    | (1987—1990)    |
| Шамов, Игорь Васильевич          | (1990—1993)    |

Должность упразднена в связи с прекращением полномочий исполнительного комитета.

## Глава администрации города
| Ф.И.О                   | Годы правления |
| ----------------------- | -------------- |
| Шамов, Игорь Васильевич | (1993—2002)    |

## Глава города
| Ф.И.О                       | Годы правления |
| --------------------------- | -------------- |
| Рыбаков, Александр Петрович | (2002—2011)    |

### Двоевластие 2011—2020
| Глава администрации             | Глава администрации                                                     | Главы города — председатели совета народных депутатов | Главы города — председатели совета народных депутатов |
| Ф.И.О                           | Годы правления                                                          | Ф.И.О                                                 | Годы правления                                        |
| ------------------------------- | ----------------------------------------------------------------------- | ----------------------------------------------------- | ----------------------------------------------------- |
| Шохин, Андрей Станиславович     | (и. о. c марта 2011 — 28 апреля 2011) 28 апреля 2011 — 22 сентября 2020 | Сахаров, Сергей Владимирович                          | 2011—2015                                             |
| Шохин, Андрей Станиславович     | (и. о. c марта 2011 — 28 апреля 2011) 28 апреля 2011 — 22 сентября 2020 | Деева, Ольга Александровна                            | 2015—2020                                             |
| Главы города                    |                                                                         |                                                       |                                                       |
| Шохин, Андрей Станиславович     | 23 сентября 2020 — 20 сентября 2022                                     |                                                       |                                                       |
| Максимов, Александр Анатольевич | (и. о. 20 сентября 2022 — 31 октября 2022)                              |                                                       |                                                       |
| Гарев, Владимир Александрович   | (и. о. 31 октября 2022 — 16 ноября 2022)                                |                                                       |                                                       |
| Наумов, Дмитрий Викторович      | (с 16 ноября 2022)                                                      |                                                       |                                                       |